# Emirdağ
Emirdağ ist eine Stadt und ein Landkreis der türkischen Provinz Afyonkarahisar. Die Stadt liegt etwa 60 Kilometer nordöstlich der Provinzhauptstadt Afyonkarahisar und beherbergt knapp 54 % der Landkreisbevölkerung.
Der Landkreis liegt im Nordosten der Provinz. Er grenzt im Süden an Sultandağı und Bolvadin, im Westen an Bayat, im Norden an die Provinz Eskişehir und im Osten an die Provinz Konya. Er ist der größte Landkreis der Provinz (15,0 % der Provinzfläche). Die Stadt liegt an der Straße D 675, die Çay im Süden mit der Europastraße 90 im Norden nach Eskişehir verbindet. Die von Izmir kommende und nach Sivrihisar weiterführende Europastraße 96 durchquert den Kreis von Südwesten nach Nordosten, etwa zehn Kilometer nördlich der Kreisstadt. Im Süden liegt ein Teil des namensgebenden Gebirges Emir Dağı mit dem 2281 Meter hohen Başyurt Tepesi.
Neben der Kreisstadt besteht der Landkreis aus zwei weiteren Gemeinden (Kleinstädten, Belediye): Davulga (2209 Einwohner, 6 Mahalle) und Gömü (2130 Einwohner, 5 Mahalle). 69 Dörfer (Köy) vervollständigen den Kreis, 24 davon haben mehr Einwohner als der Durchschnitt (227 Einw.). Adayazı (993 Einw.) ist das größte Dorf, das kleinste zählt 19 Einwohner.

## Sehenswürdigkeiten
Etwa zehn Kilometer östlich von Emirdağ liegen beim Dorf Hisarköy die Ruinen der byzantinischen Stadt Amorion.